# کاناکو انوموتو
کاناکو انوموتو (انگلیسی: Kanako Enomoto؛ زادهٔ ۲۹ سپتامبر ۱۹۸۰) بازیگر، و مدل (شخص) اهل ژاپن است.